# 로이스 콜리어

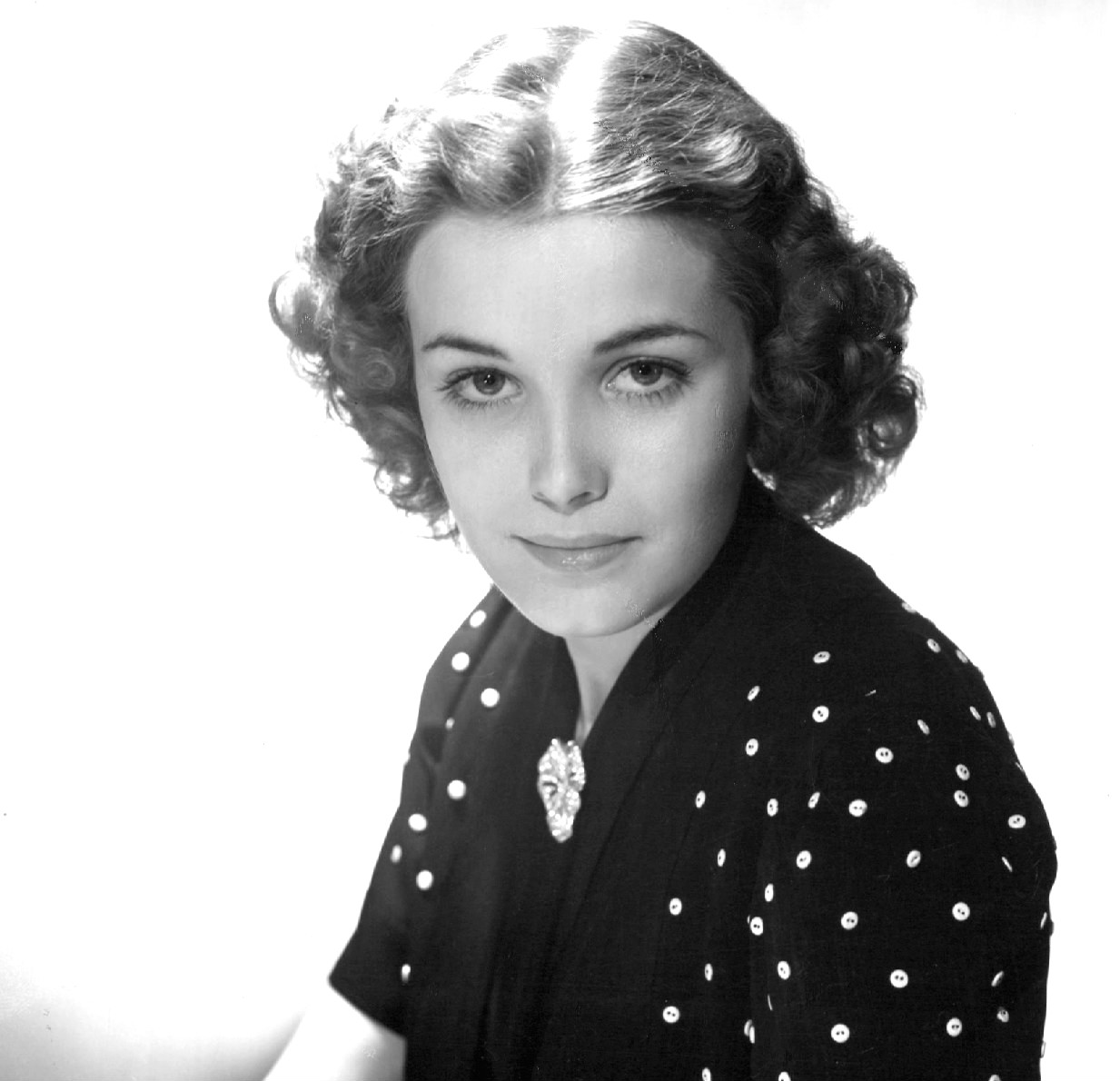

로이스 콜리어(Lois Collier, 1919년 3월 21일 ~ 1999년 10월 27일)는 미국의 배우, 텔레비전 배우, 영화배우이다.
우들랜드힐스에서 사망하였다. 사인은 알츠하이머병이다.

## 영화
- 미사일 몬스터스 (1958년)
- 플라잉 디스크 맨 프럼 마스 (1950년)
- 딕 트레이시 - 1950년 시리즈 (1950년)
- 카사블랑카에서의 하룻밤 (1946년)
- 코브라 우먼 (1944년)
- 폴로우 더 보이즈 (1944년)